# Cinco Chōshū
Los Cinco Chōshū eran miembros del clan Chōshū del oeste de Japón que estudiaron en Inglaterra desde 1863 en el University College, Londres. Su tutor fue el Profesor Alexander William Williamson. En aquel momento todavía era ilegal marcharse de Japón, ya que el sakoku estaba todavía en vigor y se mantuvo así hasta la Restauración Meiji.

## Viaje a Inglaterra
El señor Weigal, mánager en Yokohama de la compañía Jardine Matheson, embarcó a los jóvenes Chōshū, disfrazados de marineros británicos, en el barco del capitán J. S. Gower por 1000 ryō cada uno. El capitán se mostraba reticente a llevarlos pero finalmente zarpó con destino a Shanghái, donde los Cinco fueron escondidios en un barco-almacén de opio antes de dividirse en dos grupos para iniciar el largo viaje hasta Londres. 
Una vez llegaron a Londres, los estudiantes Chōshū fueron presentados al Professor Alexander Williamson por William Jardine.
Inoue Kaoru e Itō Hirobumi, que serían dos de los más importantes hombres de estado japoneses de la época, trabajaron de marineros en el barco de vapor de 1500 toneladas Pegasus durante su viaje a Europa. Estos volvieron a Japón antes que los otros tres, al darse cuenta de que el clan Chōshū se encontraba en peligro de ser atacado por las potencias aliadas por intentar cerrar los Estrechos de Shimonoseki a los barcos extranjeros.

## Identidad de los Cinco Chōshū
1. Ito Shunsuke (más tarde Itō Hirobumi): el primer primer ministro de Japón. Gobernó entre el 22 de diciembre de 1885 y el 30 de abril de 1888. Repitió mandato en otras tres ocasiones, 8 de agosto de 1892 - 31 de agosto de 1896; 12 de enero de 1898 - 30 de junio de 1898 y 19 de octubre de 1900 - 10 de mayo de 1901.
2. Inoue Monta (más tarde Inoue Kaoru): el primer ministro de Asuntos Exteriores japonés.
3. Yamao Yozo: el padre de la industrialización y la ingeniería japonesas. Entre 1866 y 1868 estudió ingeniería en clases nocturnas en el Andersonian Institute, Glasgow, mientras trabajaba durante el día en los astilleros del río Clyde.
4. Endō Kinsuke: director de la Casa de la Moneda
5. Nomura Yakichi (más tarde Inoue Masaru): el padre de los ferrocarriles japoneses.

## Película
Una película titulada Los Cinco Chōshū fue estrenada en Japón en enero de 2007. Los Cinco Chōshū recibió el premio Gran Remi en el WorldFest-Houston International Film Festival.
- Datos: Q1071683
- Multimedia: Chōshū Five / Q1071683